# Joel Latibeaudiere
Joel Owen Latibeaudiere (Doncaster, Reino Unido, 6 de enero de 2000) es un futbolista jamaiquino-británico. Juega de defensa y su equipo es el Coventry City F. C. de la EFL Championship.

## Trayectoria
Se formó en las inferiores del Manchester City. En la temporada 2019-20 fue cedido al F. C. Twente neerlandés donde debutó como profesional en la Eredivisie. Dejó el City al término de la temporada sin debutar por el conjunto de Mánchester.
En octubre de 2020 firmó por tres años con el Swansea City A. F. C. de la EFL Championship. Durante ese periodo de tiempo disputó 79 encuentros, en los que anotó tres goles, y en julio de 2023 fue traspasado al Coventry City F. C.

## Selección nacional
Nació en Inglaterra y es descendiente jamaicano. En categorías inferiores, fue internacional inglés y jugó en el Campeonato Europeo Sub-17 de la UEFA 2017 y formó parte del plantel campeón en la Copa Mundial de Fútbol Sub-17 de 2017.
Debutó con la selección de Jamaica el 25 de mayo de 2022 en un encuentro no oficial ante Cataluña.

### Participaciones en Copa Oro de la Concacaf
| Copa                            | Sede                    | Resultado   |
| ------------------------------- | ----------------------- | ----------- |
| Copa de Oro de la Concacaf 2023 | Estados Unidos · Canadá | Semifinales |

### Participaciones en Copas América
| Torneo            | Sede           | Resultado    | Partidos | Goles |
| ----------------- | -------------- | ------------ | -------- | ----- |
| Copa América 2024 | Estados Unidos | Primera fase | 3        | 0     |

## Estadísticas
Actualizado al último partido disputado el 3 de mayo de 2025.
| Club                           | Div.          | Temporada     | Liga  | Liga  | Copas nacionales | Copas nacionales | Copas internacionales | Copas internacionales | Total | Total |
| Club                           | Div.          | Temporada     | Part. | Goles | Part.            | Goles            | Part.                 | Goles                 | Part. | Goles |
| ------------------------------ | ------------- | ------------- | ----- | ----- | ---------------- | ---------------- | --------------------- | --------------------- | ----- | ----- |
| F. C. Twente · Países Bajos    | 1.ª           | 2019-20       | 5     | 1     | 1                | 0                | —                     | —                     | 6     | 1     |
| F. C. Twente · Países Bajos    | Total club    | Total club    | 5     | 1     | 1                | 0                | 0                     | 0                     | 6     | 1     |
| Swansea City A. F. C. Gales    | 2.ª           | 2020-21       | 8     | 0     | 2                | 0                | —                     | —                     | 10    | 0     |
| Swansea City A. F. C. Gales    | 2.ª           | 2021-22       | 29    | 0     | 3                | 1                | —                     | —                     | 32    | 1     |
| Swansea City A. F. C. Gales    | 2.ª           | 2022-23       | 34    | 2     | 3                | 0                | —                     | —                     | 37    | 2     |
| Swansea City A. F. C. Gales    | Total club    | Total club    | 71    | 2     | 8                | 1                | 0                     | 0                     | 79    | 3     |
| Coventry City F. C. Inglaterra | 2.ª           | 2023-24       | 41    | 2     | 7                | 1                | —                     | —                     | 48    | 3     |
| Coventry City F. C. Inglaterra | 2.ª           | 2024-25       | 33    | 0     | 3                | 1                | —                     | —                     | 36    | 1     |
| Coventry City F. C. Inglaterra | Total club    | Total club    | 74    | 2     | 10               | 2                | 0                     | 0                     | 84    | 4     |
| Total carrera                  | Total carrera | Total carrera | 150   | 5     | 19               | 3                | 0                     | 0                     | 169   | 8     |

## Palmarés

### Títulos internacionales
| Título                        | Club                           | País  | Año  |
| ----------------------------- | ------------------------------ | ----- | ---- |
| Copa Mundial de Fútbol Sub-17 | Selección sub-17 de Inglaterra | India | 2017 |